# Comloșu Mare
Comloșu Mare (in ungherese Nagykomlós, in tedesco Grosskomlosch o Großhopfendorf) è un comune della Romania di 5035 abitanti, ubicato nel distretto di Timiș, nella regione storica del Banato. 
Il comune è formato dall'unione di 3 villaggi: Comloșu Mare, Comloșu Mic, Lunga.